# John Easton Mills

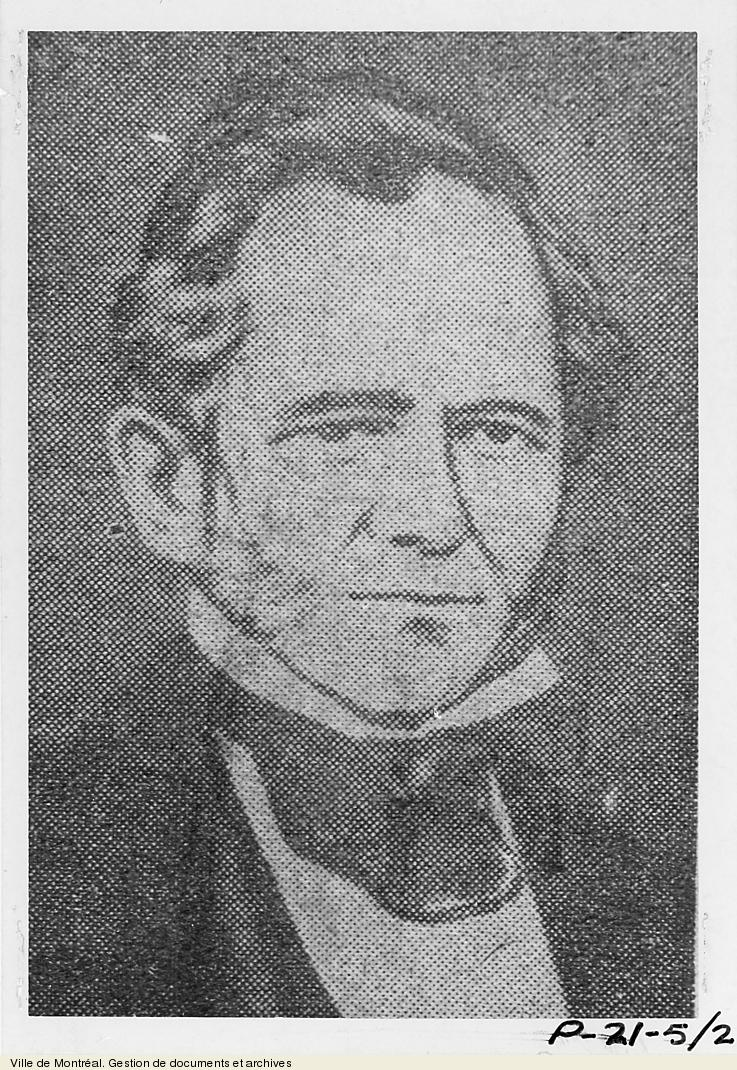
John Easton Mills

John Easton Mills (* 14. Oktober 1796 in Tolland, Massachusetts; † 12. November 1847 in Montreal) war ein kanadischer Politiker und Bankier. Von 1846 bis zu seinem Tod war er Bürgermeister der Stadt Montreal.
Mills zog in jungen Jahren zusammen mit seinem Bruder nach Montreal, um dort als Pelzhändler tätig zu werden. Ab 1844 arbeitete er als Bankier und gründete wenig später seine eigene Bank, die Mills Bank. Diese finanzierte verschiedene bedeutende Projekte, darunter den Bau der Basilika Saint-Patrick de Montréal. 1846 wurde er Geschäftsführer der neu gegründeten Sparkasse der Stadt und des Bezirks Montreal (Banque d’Épargne de la Cité et du District de Montréal).
Im Montrealer Stadtrat führte Mills die Fraktion der Reformer an und übernahm im Dezember 1846 das Amt des Bürgermeisters. Im Sommer 1847 trafen tausende irische Einwanderer, die vor der Großen Hungersnot in Irland geflohen waren, in Montreal ein. Diese lebten unter erbärmlichen Umständen im Hafenviertel, wo nach kurzer Zeit eine Typhus-Epidemie ausbrach. Mills organisierte den Bau von Hütten und stellte die notwendigen Ressourcen für die Erkrankten bereit. Er stellte sich sogar als Krankenpfleger zur Verfügung. Dabei steckte er sich selbst an und starb nach kurzer Zeit an der Krankheit.